# Coscinium fenestratum
Coscinium fenestratum är en tvåhjärtbladig växtart som först beskrevs av Joseph Gaertner, och fick sitt nu gällande namn av Henry Thomas Colebrooke. Coscinium fenestratum ingår i släktet Coscinium och familjen Menispermaceae. Inga underarter finns listade i Catalogue of Life.

## Bildgalleri

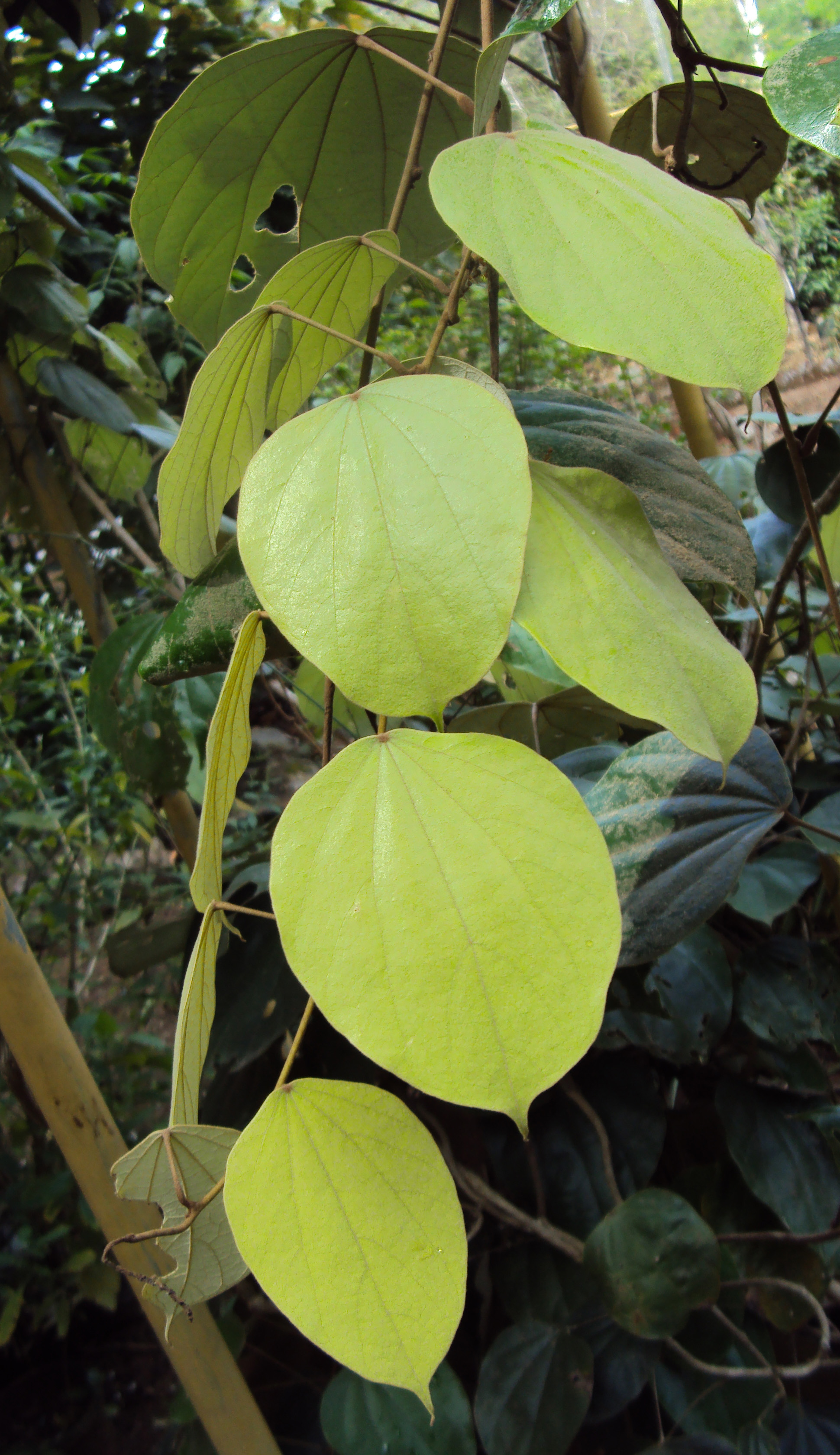